# Stara Godziszka
Stara Godziszka (dawn. Godziska Stara) – część wsi Godziszka w Polsce, położona w województwie śląskim, w powiecie bielskim, w gminie Buczkowice. Dawniej odrębna wieś.
Stanowi zachodnią część wsi.

## Historia
Pod zaborem austriackim Stara Godziszka stanowiła gminę jednostkową w powiecie Biała w cyrkule wadowickim, liczącą w 1854 roku 260 mieszkańców.
W Polsce Stara Godziszka stanowiła gminę w powiecie bialskim w województwie krakowskim, liczącą w 1921 roku 552 mieszkańców.
Następnie połączona z Nową Godziską i Godziską Wilkowską w jedną wieś o nazwie Godziszka.